# Fannia maculosa
Fannia maculosa är en tvåvingeart som beskrevs av Nishida 2003. Fannia maculosa ingår i släktet Fannia och familjen takdansflugor. Inga underarter finns listade i Catalogue of Life.